# Alimentation dans la marine française (1650-1850)

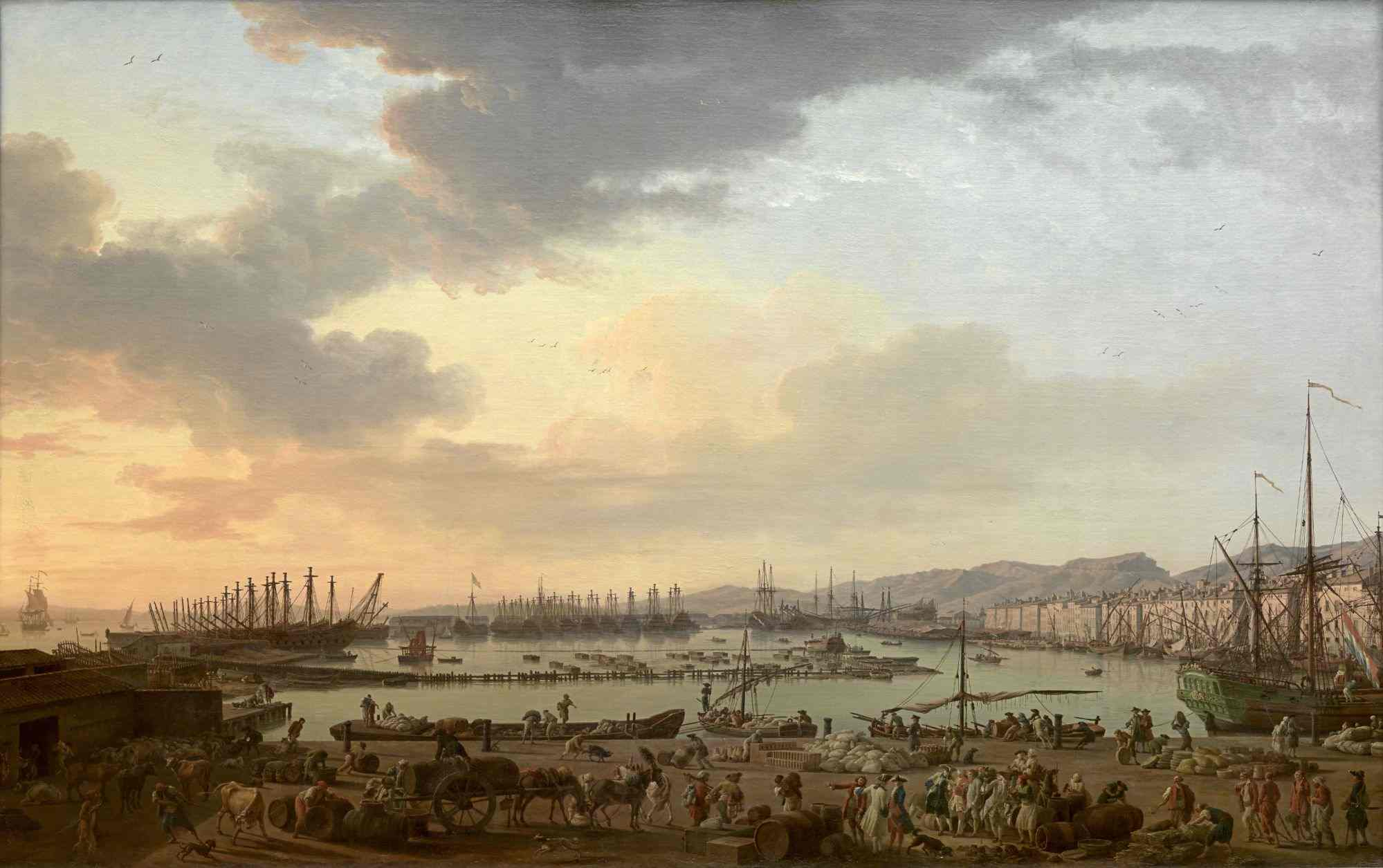
J. Vernet, « Le vieux port de Toulon vu du côté du Magasin aux vivres » (1757). Ce tableau présente, au premier plan, une partie des approvisionnements destinés au vaisseau Le Foudroyant. Remarquez, à gauche, le bétail sur pied ; au centre, les sacs de biscuits ; à droite, les roues de fromage. Et différents types de futailles.

Nourrir correctement ses marins a toujours été une préoccupation des autorités, tant royales qu'impériales ou républicaines, du milieu du XVIIe au milieu du XIXe. Les réglementations en ce domaine sont très vite apparues.
Si les quantités prévues étaient satisfaisantes, en nombre de calories, la qualité était contrainte par le besoin d'avoir des denrées supportant des croisières de plusieurs mois. Le choix limité des aliments disponibles avait des conséquences sur la santé des marins (scorbut, par exemple).
Le marin bénéficiait de 3 repas par jour, comme un terrien. Les contraintes de place, comme d'organisation, à bord du navire, imposaient de fortes contraintes sur les modes de préparation des repas comme sur la prise des repas. Les contraintes étaient différentes pour l'encadrement du navire, offrant plus de variété.
Vers la fin de la période considérée, ces contraintes diminueront (apparition des conserves, distillation de l'eau de mer, de la réfrigération, etc.), améliorant la santé des équipages.

## Cadre réglementaire
Jusqu'en 1670, dans la marine française, le système le plus généralement appliqué pour nourrir les équipages est celui de la « prestation en deniers ». C'est-à-dire qu'une somme d'argent est remise au capitaine du navire, à charge pour lui d'acquérir les denrées nécessaires et de les fournir, chaque jour, aux matelots. Ce système présentait des inconvénients. Outre la charge de travail incombant au capitaine, il était possible de jouer sur les quantités embarquées ou sur les dates réelles de mise à la voile.
Les textes réglementaires vont se succéder tout au long de la période. Parmi ceux-ci, citons :
- Arrêt du 3 octobre 1669, qui crée la charge de munitionnaire[3].
- Ordonnance du 3 octobre 1669, « Règlement pour la police générale des arsenaux de marine », qui précise quand doivent être approvisionnés les vaisseaux du roi[4].
- Ordonnance de 4 mars 1670, après arrêt du Conseil du roi du 26 octobre 1669, portant « sur la fourniture des vivres aux vaisseaux »[4]. Elle va régler l'alimentation du marin pendant près de deux siècles. Une ordonnance du 5 février 1823 modifiera la composition de la ration des équipages[5].

L'ordonnance de 1670 est complétée par plusieurs autres (10 décembre 1671, 16 octobre 1672, 10 avril 1673, du 6 octobre 1674. Cette dernière ordonnance reprise dans le titre II, article VII, de la grande ordonnance sur la marine de 1689. S'adressant principalement au premier munitionnaire, Vilette, le texte de 1674 donne des précisions sur l'origine géographique des denrées utilisables).
Le recours au munitionnaire disparaît en 1807 pour céder la place à une Administration des vivres elle-même intégrée en 1847 dans le Commissariat de la Marine.

## Ce que mange le marin
Preuve du souci des autorités sur la qualité de l'alimentation à fournir à ses marins, le sujet est abordé en détail dans les ordonnances sur la Marine. En premier lieu, dans la grande ordonnance de 1689. Le sujet sera toujours présent au XIXe, par exemple, dans l'ordonnance de 1825.

### Les denrées

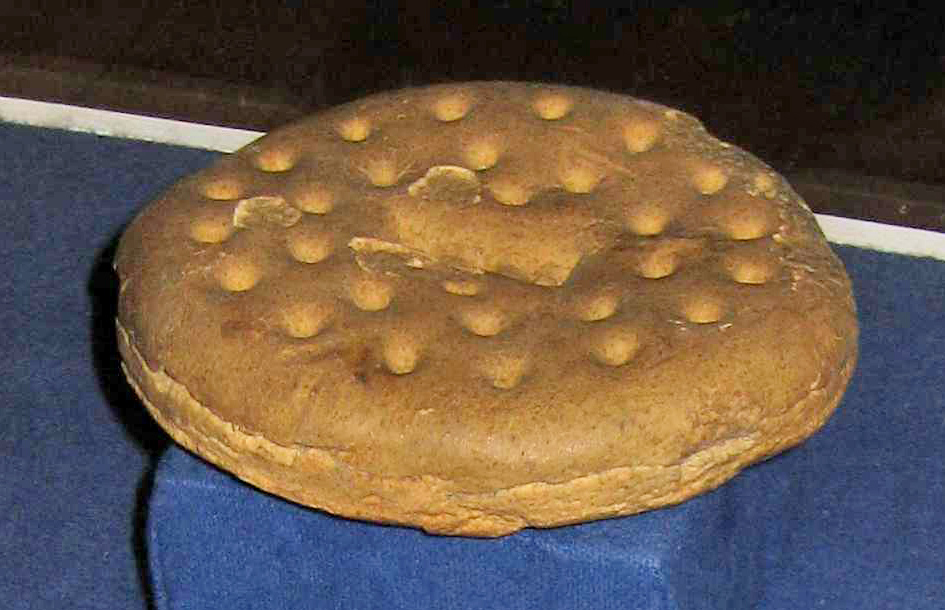
Exemple de biscuit de mer (musée de la Marine d'Elseneur, Danemark). Celui-ci est présenté comme étant « le plus vieux » biscuit de mer connu.

Les aliments embarqués sont principalement des denrées pouvant se conserver longtemps, c'est-à-dire plusieurs mois. Des denrées fraîches peuvent aussi être embarquées mais, par définition, leur conservation est limitée. Les denrées consommées sont similaires dans les différentes marines de l'époque.

#### Aliments solides
Les aliments solides fournis à l'équipage sont peu variés. Ce n'est pas le cas de ceux offerts à l'encadrement.
Pain
Le pain est l'aliment principal du marin. Il fait la base de chaque repas. Il est généralement présenté sous la forme de biscuit qui sera trempé pour être consommé, étant pratiquement inconsommable tel quel. Si le biscuit se conserve aisément pendant de longs mois, il est fréquemment attaqué par des larves d'insectes ; avec pour conséquence de le rendre friable. Il est pourtant considéré comme pouvant être fourni au marin tant que les morceaux excèdent la taille d'une noisette.
Viande
La viande est fournie dans la plupart des repas. Il s'agit de viande de bœuf ou de porc. La viande est conservée dans du sel. Le marin se voit aussi offrir les jours dits maigres de la morue séchée,.
Au XVIIIe, les salaisons de viande de bœuf les plus réputées sont celles provenant d'Irlande. Ce qui contrevient à la volonté de ne recourir qu'aux productions de royaume mais l'usage sera, comme pour le fromage, toléré.
Légumes
Les légumes fournis sont des légumes secs et du gruau (blé concassé), susceptibles de longue conservation. Il s'agit principalement de pois et de fèves de différentes espèces. Le riz est aussi présent, mais semble n'avoir été que peu apprécié. Les fruits et légumes frais sont quasiment inexistants, à moins d'escales fréquentes pour reconstituer le stock.
Fromage
Le fromage n'est pas consommé en tant que tel, mais fourni en tant que substitut de la viande. Il doit remplacer la morue quand le vaisseau est sous les Tropiques, précise l'ordonnance d'avril 1689.
Les seuls fromages autorisés sont ceux de Gruyère et de Hollande, car considérés comme seuls de bonne conservation. En dépit des ordonnances qui prohibent l'achat à l'étranger de denrées pour la marine, ces achats de Gruyère et fromage de Hollande seront tolérés. Les tentatives pour leur substituer des fromages français seront sans succès. Il faudra attendre la fin du XIXe pour que les marins mangent du Comté.
Autres aliments
Condiments, aliments pour les malades, etc. Pour donner un exemple, le navire emporte une quantité de graines de moutarde de manière à fournir 20 livres de moutarde, par mois et pour 100 hommes.

#### Boissons
- Eau

L'eau douce n'est pas la boisson principale du marin. Sanitairement peu fiable, et donc peu recommandée par la médecine de l'époque, elle est généralement mêlée à un autre liquide, tel le vinaigre ou un alcool. L'eau mise à disposition dans les charniers est ainsi acidulée. Pour donner un exemple, le décret du 13 janvier 1806 fixe à 6 litres et demi de vinaigre à embarquer par tranche de 100 hommes. Ce vinaigre doit servir à la désinfection du navire, à la fabrication de moutarde et à aciduler l'eau de boisson. En 1856, l'eau du charnier est mélangée avec 25 cl d'eau-de-vie, de cassonade et de 2 cl de vinaigre.
La principale utilisation de l'eau douce embarquée est la cuisine ; par exemple, pour dessaler les viandes avant leur cuisson.
- Boissons fermentées

Il s'agit de la bière, du cidre et du vin. Ces boissons ont comme point commun de mal se conserver en mer. D'un autre côté, les rations allouées de bière ou de cidre sont le double celles de vin, obligeant à stocker des volumes plus importants. Pour ces raisons, la fourniture n'en sera effective que dans les mers froides ou les croisières de courte durée,.
Le vin sera la boisson la plus utilisée. Le munitionnaire ne doit fournir que du vin rouge. Sont exclus les vins de Nantes, de l'île de Ré et du Poitou. Il en est de même pour les vins du Languedoc.
Si le navire peut, à l'appareillage disposer de « vin de journalier », l'essentiel est du « vin de campagne » ; c'est-à-dire du vin pouvant être gardé, comme les vins du Bordelais. L'état-major, pour sa part, embarque son propre vin.
Le vin servi à l'équipage est trempé d'autant d'eau. Mais pas celui de la maistrance.
Contrairement à la marine britannique, la bière n'est admise que pour les équipages des régions accoutumées à cette boisson. Il en est de même pour le cidre.
- Spiritueux

Les alcools forts offerts à la consommation visent un objectif double. En premier lieu, de désinfection de l'eau douce de boisson ; en second lieu, il sert de récompense.
En 1856, les seuls alcools employés dans la ration du matelot sont le cognac, le tafia et le rhum.

#### Apparition des conserves
À la fin de la période considérée dans le présent article, la procédure élaborée par Nicolas Appert va trouver des applications pour l'alimentation des équipages dans les différentes flottes. Ce sera en 1856 pour les Français (alors que les premiers tests datent de 1803). Chez les Britanniques, la conserve appertisée figure dès 1814 dans la ration du matelot de la Navy.
Il convient de préciser que les conserves Appert utilisaient des récipients en verre ; que l'usage de contenants en fer-blanc sera une innovation d'outre-Manche.

### La ration journalière
L'ordonnance de 1689 prévoit que chaque marin doit recevoir, chaque jour, 500 grammes, environ, de pain (biscuit). Cela représente 3 biscuits du genre de celui illustré ci-dessus.
Il reçoit aussi une portion de viande qui peut être du bœuf salé, du porc (lard), de la morue séchée ou du fromage. La quantité délivrée varie selon le type de viande, de 250 grammes pour le bœuf à 120 grammes pour la morue.
La ration comprend aussi 3 pintes d'eau. Une partie est délivrée à titre de boisson, l'autre partie étant attribuée à la cuisine pour la préparation des repas. La ration journalière de vin est fixée par l'ordonnance de 1689 à 3/4 de pinte, soit 70 centilitres. Elle précise aussi que le vin sera « abreuvé d'autant d'eau ».
Un mousse bénéficie, comme un marin, d'une ration. La maistrance a droit à une ration et demie,. Les officiers et leurs domestiques ne comptent pas parmi les rationnaires.

### La préparation des denrées

#### Acquisition des «munitions de bouche»
Si, dans un premier temps, la fourniture des denrées est laissée au commandant du navire, en lui versant directement l'argent jugé nécessaire, à charge pour lui de se procurer les denrées nécessaires, le besoin d'uniformisation et de contrôle va mener à créer des structures de fournitures. On va voir apparaître le « munitionnaire ». C'est-à-dire que le roi va déléguer à une personne privée le soin de fournir les approvisionnements nécessaires à la marine. Cette fonction est établie par une ordonnance royale de 1670.
En pratique, l'Administration royale passe un contrat (on dit un traité, à l'époque) avec un entrepreneur privé ou le représentant d'un groupe d'entrepreneurs privés,. Ceux-ci s'engagent, pour une durée déterminée, à fournir les denrées et matériels nécessaires en contrepartie d'un paiement dont le montant est fonction du nombre de navires à armer et du nombre de marins à nourrir. Chaque début d'année, les services du secrétaire à la Marine lui communiquent leurs prévisions.
C'est le munitionnaire qui traite avec les fournisseurs, et fabrique ce qui est nécessaire (biscuits, tonneaux, etc.). Les lieux de stockage et de production sont fournis par le roi, généralement  au sein des arsenaux.

#### Stockage et préparations

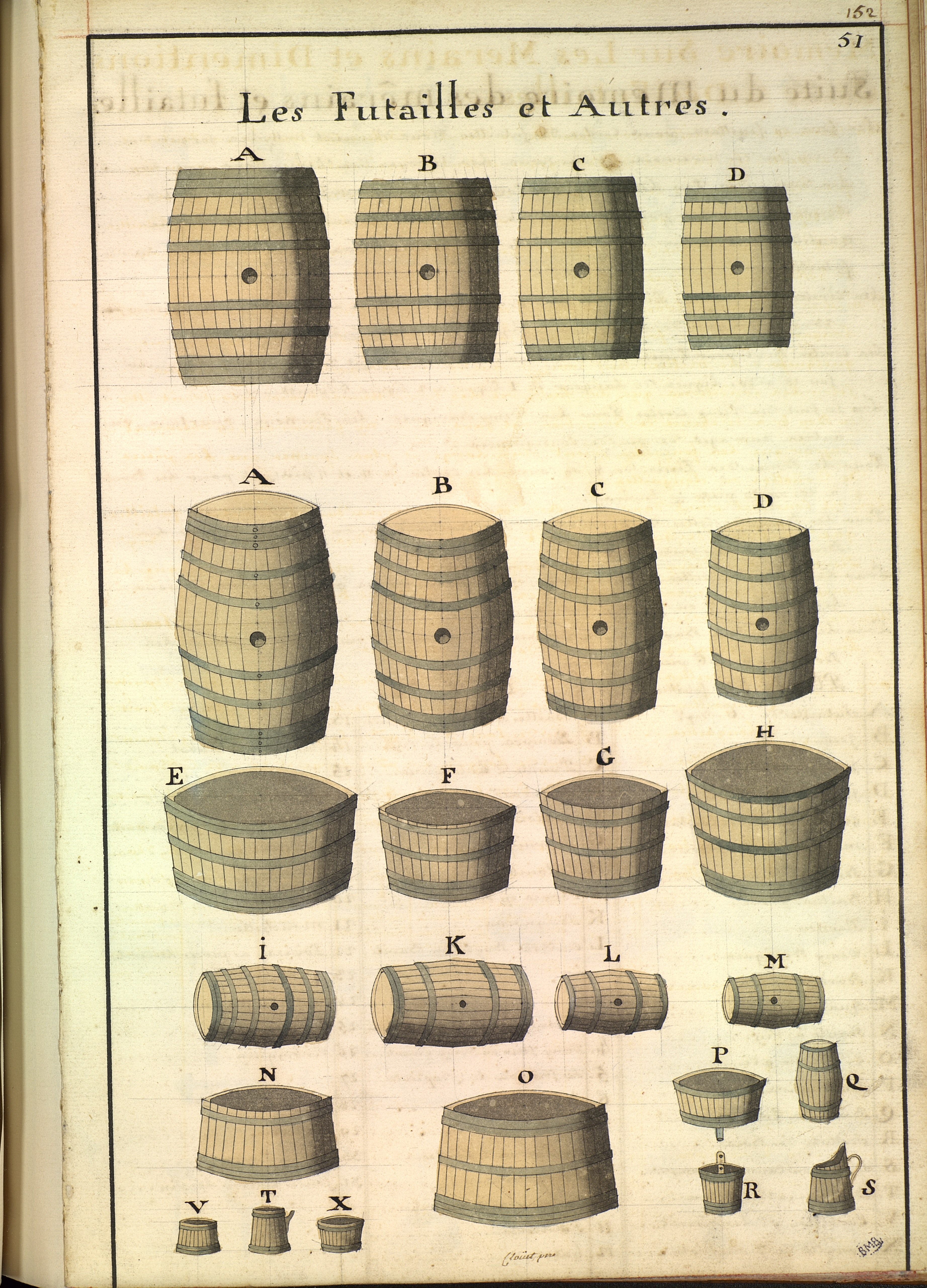
Différents types de futailles pour le stockage (c. 1767)

Stockage à terre
Quand le roi de France créée la charge de munitionnaire, il s'engage à mettre à sa disposition les magasins de subsistances, c'est-à-dire les bâtiments nécessaires à l'entreposage et la préparations des vivres à délivrer aux équipages. Le magasin de Rochefort est ainsi construit dès 1671. Ce type de construction va se retrouver dans tous les arsenaux, ainsi que dans les principaux ports d'escale. Ces dispositions seront reprises dans les ordonnances, comme celle de 1674 ou celle de 1699.
Préparations de denrées
À côté des magasins, apparaissent aussi les structures permettant de préparer les denrées nécessaires, comme les boulangeries, les abattoirs ou les tonnelleries.
La boulangerie de Rochefort aligne ainsi dix-sept fours pour confectionner pain et biscuit de mer.
Données de tonnellerie
L'élément standard de stockage de l'époque est le tonneau. Il en existe de nombreuses formes. Selon la destination prévue, ils sont fabriqués à partir d'essences de bois différentes.
Pour citer quelques exemples, les liquides (eau douce et vin) sont placés dans des « bariques » (242 litres environ) ; une « pièce de 4 » est un tonneau contenant l'équivalent de 4 barriques (968 litres environ). Il existe aussi des « tierçons » (161 litres environ), des « pipes » (726 litres environ). Pour les vivres (viandes, farines, etc.), on utilise des « barils », des « boucauts », des « quarts », etc..
L'illustration ci-contre montre certains de ces tonneaux, « Pièce de 4 » (B), « Barique » (K), « Tierçon » (I), « Quarteau » (M).
Les ordonnances vont jusqu'à expressément rappeler l'interdiction de détruire les tonneaux vides, par exemple pour en utiliser les éléments comme bois de chauffe pour la cuisine.
Le munitionnaire fournit un tonnelier sur chaque vaisseau.
Pour donner une idée de l'importance de la tonnellerie, on précisera qu'après la bataille des Saintes (1782), 4 des navires pris par les Anglais sont acquis par la Royal Navy ; le procès-verbal compte 783 tonneaux utilisables.

### L'emport des denrées

#### Nourriture fraîche
« Rafraîchissements »
Sous ce nom, avec un sens différent de l'actuel, se trouvent les vivres frais emportés au départ ou achetés lors d'une escale. Ils concernent les légumes, les fruits, comme la viande fraîche. Ne pouvant être conservés, les rafraîchissements sont consommés rapidement. En théorie, ils sont prévus pour nourrir les malades.
Pour donner un exemple, la frégate « L'Aurore » (22 canons et 100 hommes d'équipage), en 1702, emporte 4 douzaines d’œufs ; ils sont destinés aux malades et aux officiers.

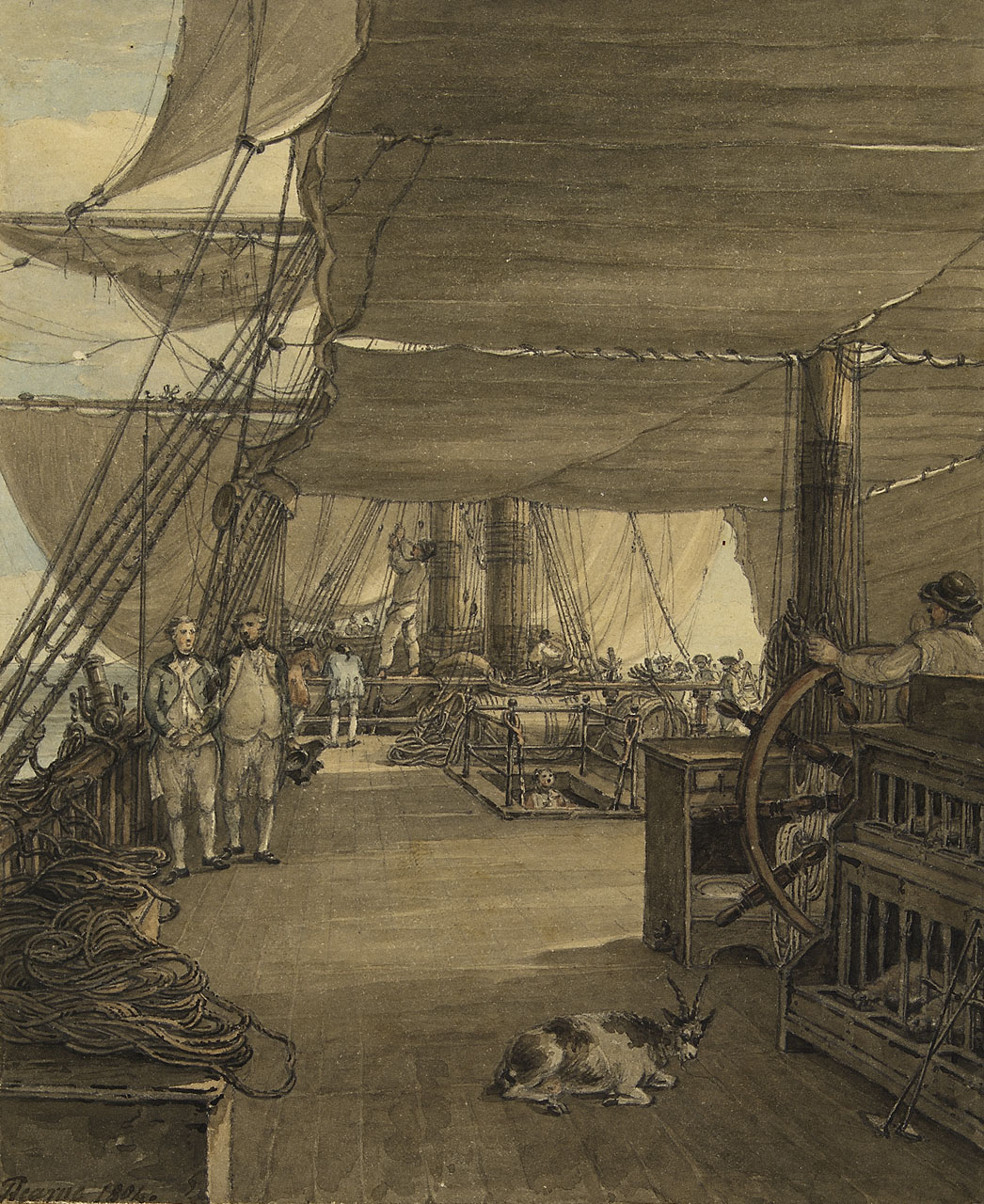
Emport d'animaux vivants (circa 1775)

Animaux
La réglementation prévoit l'emport d'animaux vivants pour les besoins alimentaires de l'équipage. Il s'agit de volailles et de moutons. Les officiers peuvent aussi embarquer des animaux pour leur propre nourriture ; il peut s'agir aussi de moutons ou volailles. Mais on trouve aussi des embarquements de cochons, voire de vaches.
Pour un vaisseau de 74 canons, il s'agit de 350 poules pour les besoins de l'équipage et de 200 autres pour les officiers. Pour les moutons, on aura environ 150 têtes, dont les deux-tiers pour l'équipage.
Pour « L'Aurore », l'emport se limite à 2 moutons et une douzaine de volailles. La nourriture de ces animaux nécessite d'embarquer 50 kg de foin et 13 litres de son.

#### Lieux de stockage à bord
- Eau potable, vin

L'eau douce est stockée dans une cale qui lui est dédiée. Elle est placée dans des tonneaux qui sont empilés sur trois rangs, de manière à laisser accessibles les bondes pour le prélèvement. On rappelle que la règle veut qu'il y ait 3 mois d'approvisionnement pour chaque navire.
Les tonneaux sont mis en place vides. Ils sont ensuite remplis d'eau douce, si possible de source. Selon les ports, l'eau douce nécessaire est apportée en futailles, par des navires de charge, ou par des bateaux-citernes, comme à Brest.
L'eau est alors transvasée dans les tonneaux de la cale, à l'aide de manches à eau et de pompes à main.
En 1809, la marine britannique décide, pour le stockage de l'eau, de remplacer les tonneaux en bois par des caisses de tôle. En 1825, la marine française adopte un système similaire.
Le vin est stocké dans une cale dédiée, située à l’arrière de la cale à eau.
- Biscuit, légumes secs

Le biscuit est stocké, en vrac, dans des compartiments installés dans l'entrepont. Ces compartiments en planches, brayés et tapissés de sparterie, sont généralement situés sur l'arrière du vaisseau réputé plus sec.
Les légumes secs sont stockés dans des compartiments proches de ceux contenant les biscuits.
- Viandes

Les viandes, salées, sont conservées dans des tonneaux qui sont stockés dans la cale. Il y a 150 « quarts », de 200 livres chacun et en châtaignier. Ces tonneaux sont généralement stockés en haut de la cale à vin.
Les animaux vivants embarqués avaient été, dans un premier temps, parqués dans l'entrepont. Mais la promiscuité et les nuisances occasionnées à l'équipage les firent installer sur le pont. Généralement, les volailles sont placées dans des cages sur le gaillard d’arrière. Les autres animaux parqués sous les chaloupes et canots.
La nourriture des volailles nécessite l'emport de 6 000 livres de grain, placés dans une cale dédiée. Le foin pour le bétail est stocké sur les porte-haubans, en balles protégées par des prélarts.
Ces animaux sont confiés à la garde de plusieurs matelots moutonniers ou volaillers.

#### Manutention journalière

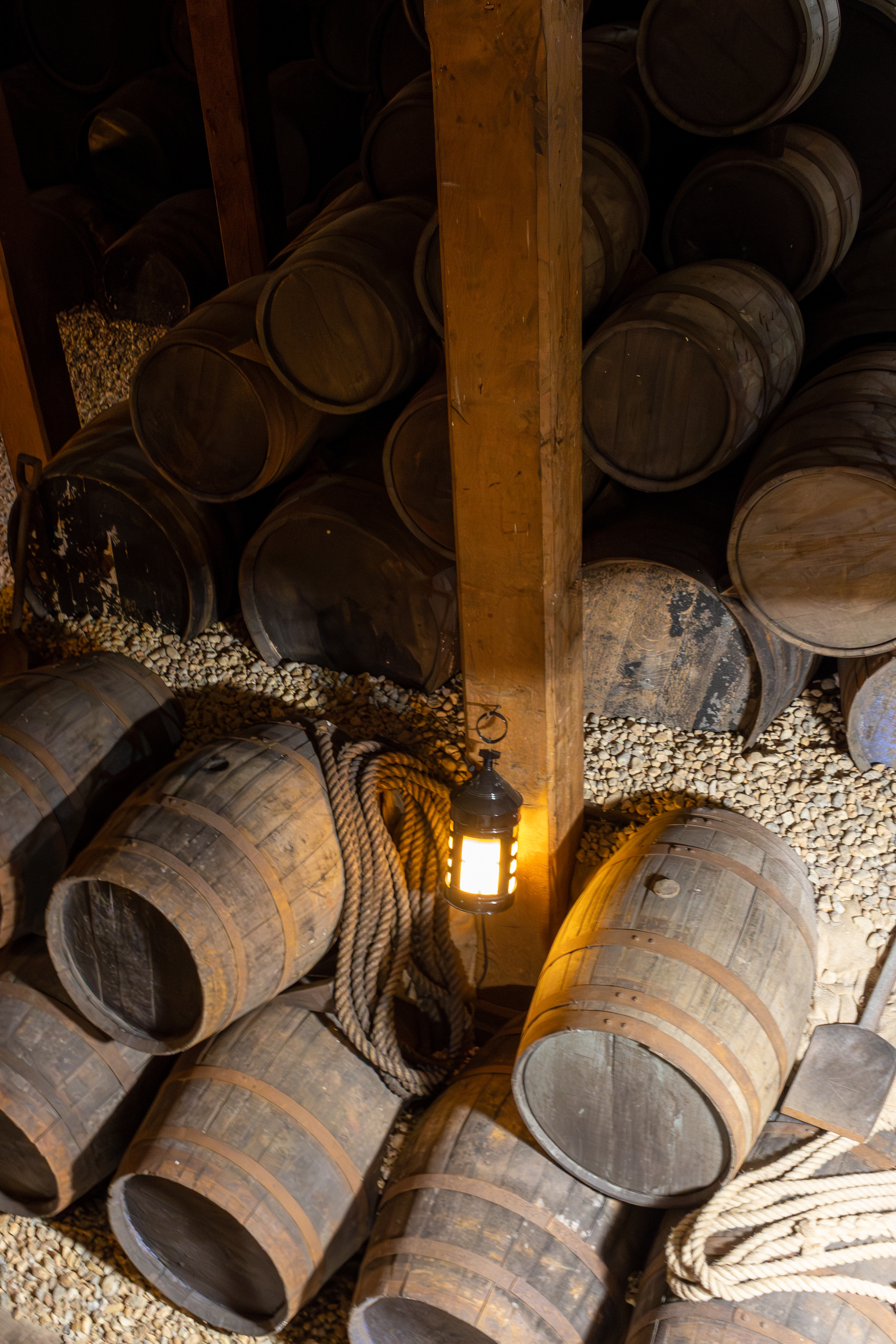
futailles dans la cale du HMS Victory

Le travail pour l'extraction des denrées de la cale est effectué par des matelots-caliers (dits aussi « gens de la cale »). L'eau est tirée des futailles à l'aide de pompes manuelles et transportée à l'aide de « barils de galère »,.
En ce qui concerne l'eau et le vin, le volume journalier à fournir s’élève à 2 600 litres, pour un vaisseau de 74 canons. Cela représente le volume de 11 barriques environ.
Après le prélèvement, les tonneaux vidés doivent être remplis d'eau de mer pour des raisons de stabilité du navire.

#### Quantités embarquées
En ce qui concerne l'eau, la règle est de fournir, par jour et pour cent hommes, le contenu de 1,25 barrique (soit 309 litres environ). Ainsi, un vaisseau de 74 canons, approvisionné pour 3 mois transportera 720 barriques remplies d'eau. Une frégate, environ 200 hommes d'équipage, en transportera 225.
En ce qui concerne le biscuit, et en prenant l'exemple d'un vaisseau de premier rang (les plus gros des vaisseaux du roi, avec un équipage de 800 hommes environ), et pour 6 mois de mer, ce sont près de 80 tonnes qui en seront embarquées. Cela représente environ 500 000 unités. Une frégate légère, dans les dernières années du XVIIe siècle, consommera, chaque mois, 1 551 kg de biscuit pour ses 100 hommes d'équipage.
L'ensemble des autres denrées (légumes, morue, fromage, etc.), pour un vaisseau de 74, se chiffre à 74 tonnes environ.
Le munitionnaire fournit aussi le bois nécessaire à la cuisson des aliments. La quantité prévue est pour 3 mois et se monte à 2 tonnes (environ) de bois de chauffage pour 100 hommes,. Pour la même frégate légère que ci-dessus, la quantité globale embarquée se monte à 11,5 stères de bois,.

#### Conservation à bord
- conservation attendue

L'ensemble des denrées conservées à bord doit faire l'objet d'une surveillance attentive de la part du responsable.
Cependant, des altérations plus ou moins graves ne peuvent être évitées.
Ainsi, le biscuit est, en dépit des précautions prises pour son stockage, et décrites ci-avant, victime d'insectes dont les larves y creusent des galeries, tendant à transformer la galette en poudre. Si c'est le cas, le biscuit devient de la « machemoure » et ne peut être distribué aux marins. Le règlement prévoit cependant que les morceaux de la taille d'une noisette, ou plus gros, peuvent être distribués,.
- conservation altérée

Si les rats sont omniprésents dans les fonds des navires de cette époque, d'autres parasites sont à redouter.
Le biscuit peut être altéré par les mouvements du navire pouvant le réduire en poudre. L'humidité peut aussi le faire moisir. En théorie, toutes les précautions sont prises pour qu'il reste au sec. Les insectes, de type charançons, sont une autre cause d'altération. Les larves creusent les biscuits, amenant un geste caractéristique du matelot : taper plusieurs fois le biscuit pour en faire tomber les larves avant de le tremper pour le consommer.
Les salaisons peuvent aussi s'altérer. Celles de poissons se conservent le plus mal. Les salaisons de bœuf peuvent se conserver un an ; le lard, dix-huit mois. Au-delà, les viandes se racornissent et devraient être rebutées.
Pour les légumes secs, il faut compter sur une durée de six mois.

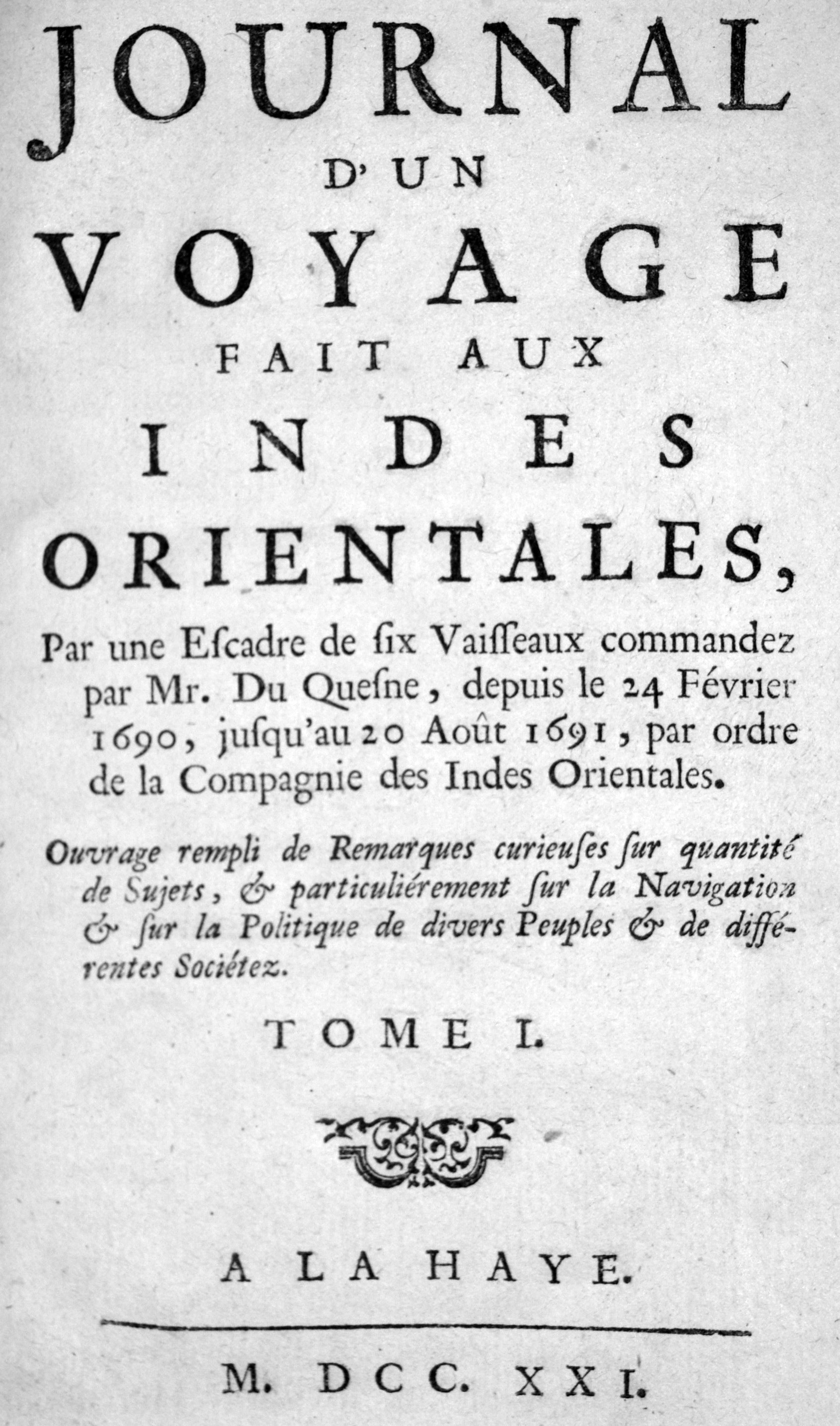
Journal de Robert Challe.

L'eau douce conservée à bord est soumise à altération. Citons la description qu'en fait Robert Challe : 
« L'eau, au bout de deux mois qu'elle est embarquée, [...] devient rousse et tellement puante qu'il faut se boucher le nez. Elle reste neuf à dix jours dans cet état puis elle s'éclaircit un peu mais garde un goût très fade qui reste huit à dix jours à se dissiper. Elle reste dans cette nouvelle pureté trois semaines ou vingt jours [...]. Sa rousseur la reprend, mais moins forte que la prochaine fois. Il s'y engendre pour lors des vers gros comme la plus grosse paille vers la racine des blés[...]. Cela dure environ huit jours ; les vers meurent dans l'eau qui devient blanchâtre à peu près comme du petit lait [...] puis cette eau se répure peu à peu, redevient belle et claire, sans aucune mauvaise odeur ou dégoût que celui des petits vers qu'on voit remuer comme des anguilles. [...] Voilà ce que les marins appellent les trois maladies de l'eau... »
- les procédures de rejet des denrées altérées

Il est connu que les vivres embarqués risquent de se détériorer. En conséquence, il est admis un certain pourcentage de perte. Ainsi, pour le biscuit, on prévoit 10% de perte, et 12% pour le vin.
Pour éviter les fraudes, comme déclarer perdues des denrées revendues au profit du commis ou autre personne, il est prévu que la constatation et le rejet de denrées avariées fassent l'objet d'un procès-verbal. Ce document doit être signé par le commis aux vivres, par des membres de l'encadrement et être visé par le commandant du navire. En l'absence d'un tel document, le montant des denrées perdues serait imputé au munitionnaire.

### Le gestionnaire à bord
Sur chaque navire, le munitionnaire détache un de ses employés, connu sous le nom de « commis aux vivres » (ou « maitre-valet », ou « écrivain »). Cet employé est chargé de la comptabilité mais aussi de la répartition des vivres, de leur distribution et de leur conservation.
Les ordonnances et règlements prennent soin de préciser qu'il est défendu de dénigrer, molester, agresser les employés du munitionnaire.

## Comment mange le marin

### Les repas

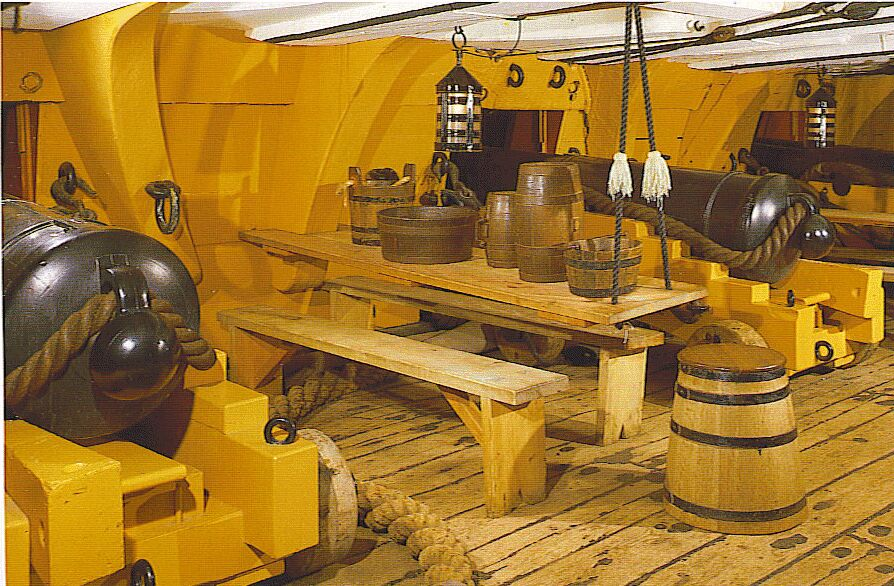
HMS Victory. Le matelot anglais mange attablé ; pas le matelot français (jusqu'à la Restauration).

nombre, horaires
L'équipage bénéficie de 3 repas par jour. Tout le monde ne mange pas en même temps (les officiers après les matelots, par exemple. Le commandant après les officiers).
Le premier repas, « déjeuner », est servi le matin, à 7h30 (8h00 en hiver).
Le « dîner » est servi à 11h30.
Le « souper » est donné à 18h00 (17h00 en hiver).
Menus
Les menus sont prévus par la réglementation, sur une alternance entre jours « gras » (avec viande) et jours « maigres » (sans viande, ni bœuf, ni lard).
Chaque jour, pour chaque rationnaire, le déjeuner se compose de 18 onces de pain, soit 1 biscuit du type de celui affiché sur cette page, avec trois quarts de pinte de vin. La maistrance recevant, en plus de la ration, une sardine par personne (ou un hareng pour deux). À compter de 1823, ce premier repas du jour se complète de café et de sucre.
Pour le dîner, le menu varie selon les jours. Les dimanches, lundis, mardis et jeudis, chaque groupe de 7 rationnaires, reçoit 3 livres et demi de bœuf salé cru ou bien 40 onces de lard cru ; les mercredis, vendredis et samedis, du poisson (morue salée) sera fourni (40 onces par plat). Le matelot reçoit aussi un biscuit et trois quarts de pinte de vin.
De même, chaque jour et pour chaque rationnaire, le souper se compose de 42 onces de légumes secs, ou de riz, avec un biscuit et le vin.
organisation matérielle
Pour prendre leurs repas, les matelots sont réunis par petits groupes qui sont appelés : « Plat ». Un « plat » regroupe 7 marins ; les matelots se regroupent par affinité.
Dans chaque groupe est désigné celui ira chercher les aliments du repas, « l'homme de plat ».
Il commence par la distribution des denrées, solides et liquides ; ce qui se fait à la cambuse. Pour s'assurer d'une répartition équitable et conforme à ce qui est prévu, cette opération est effectuée par la maître-valet, sous la surveillance de l'encadrement. Ensuite, il apporte ce qui doit être cuit par le cuisinier, en ayant pris soin de marquer les parts au numéro de son plat, en plaçant, par exemple, les morceaux de viande sur une même broche. En fin, il récupère ce qui sera mangé pour l'apporter au groupe.

### Préparation des repas

#### Distribution des vivres
La distribution journalière des vivres se fait dans la cambuse, sous la surveillance du commis et de membres de l'encadrement. Ce magasin entouré de cloisons de planches et à la porte grillagée et fermant à clé, est situé dans le faux pont, au-dessus des cales aux vivres auxquelles il peut donner accès par une écoutille. La cambuse contient des vivres pour plusieurs jours. Ceux qui sont tirés des cales y sont stockés avant distribution.
Prenons le vin comme exemple. La cambuse dispose de 4 futailles, appelées « foudres ». Deux d'entre elles contiennent le vin tiré de la cale et qui sera distribué. Leur contenance assure quelques jours de distribution. Les deux autres foudres, plus petits, contiennent l'eau-de-vie.
Chaque jour, le représentant de chaque « plat » se rend à la cambuse pour recevoir les aliments qu'il portera, ensuite, aux cuisines pour leur cuisson.

#### cuisine
- Le cuisinier et ses aides

Le « coq » est un civil, un agent du munitionnaire. Ultérieurement, il sera issu de la Marine. « Maître-coq » le désignera au rang des officiers-mariniers. Aucune compétence particulière n'est alors réclamée pour tenir cette fonction.
Il peut être assisté de plusieurs aides (comme le « détrempeur », pour dessaler les aliments conservés par cette méthode), ainsi que de mousses plus particulièrement chargés des potagers.

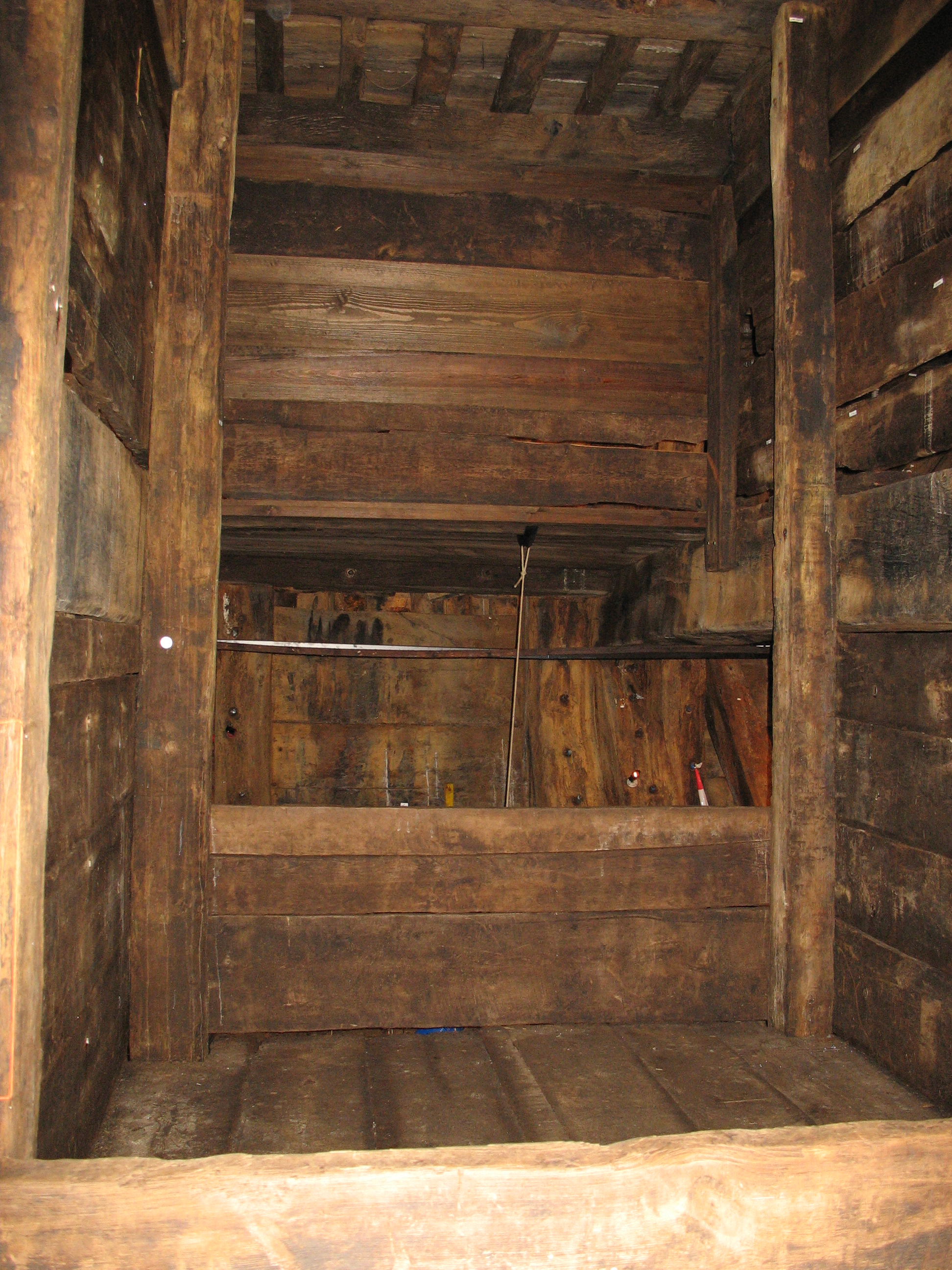
La « caisse à feu » (cuisine) sur le Vasa (1628).

- Les installations disponibles
  - Emplacement des cuisines

Au début de la période considérée, les cuisines sont fréquemment installées dans la cale du navire. Ce choix est motivé par des raisons de stabilité ; mais il présente de gros risques en cas d'incendie et est d'accès difficile. Le Vasa, bien que suédois, offre une bonne image de ce type de cuisine ; le vaisseau « La Couronne » offrait le même genre d'aménagement.
Au xviiie, les cuisines sont placées, de préférence, sous le gaillard d'avant. En position centrale pour les vaisseaux, contre la muraille pour les frégates. Le four à pain, quand il existe, reste généralement sur le premier pont. Un second four, plus petit et destiné à l'état-major, est souvent placé près des cuisines.
Au XIXe, l'apparition des cuisines en tôles de fer ne changera rien à leur implantation.
- Disposition des cuisines

Les cuisines sont installées, sur un 74, sur l'avant du navire, sous le gaillard d'avant, en position centrale. Elle est séparée en deux, longitudinalement, en 2 parties. À tribord (droite), la cuisine de l'équipage ; à bâbord (gauche) la cuisine de l'encadrement.
Matériellement, il s'agit d'une forte caisse en bois, tapissée intérieurement d'un sol et de parois de briques. Elle ne repose pas directement sur le sol, pourtant protégé par des tôles de cuivre. Elle est fixée au plafond et au sol par de forts cordages.
- La chaudière

C'est le nom donné au(x) récipient(s) dans lequel sont bouillis les aliments destinés à l'équipage. Sa taille varie selon le type de bâtiment. Pour un vaisseau de 74 canons (dans les années 1780), on a les dimensions suivantes : longueur 4 pieds , largeur 2 pieds 8 pouces, profondeur 2 pieds, avec une contenance d'environ 720 litres.
La chaudière repose sur des barres de fer, au-dessus du feu, et est maintenue en place par des chaînes. Un couvercle épais assure l'étanchéité.
Sur l'arrière de la caisse, se trouvent les éléments d'une rôtissoire destinée aux officiers.
- Les fours

Toujours sur le même type de navire, on trouve 2 fours. Un four à pain, destiné à l'encadrement, aux malades et, parfois, à l'équipage. Un autre four, plus petit, est destiné à la pâtisserie. Il ne concerne que l'état-major.
- Le boulanger

Le boulanger du bord est fourni par le munitionnaire. Il dispose des installations nécessaires, comme le pétrin ; la farine fait partie des vivres embarqués. Son rôle est de fournir chaque jour en pain frais les officiers, les malades ; la maistrance en bénéficie souvent mais pas chaque jour. Dans certains cas, selon la volonté du commandant, l'équipage peut aussi recevoir du pain frais. Chaque pain correspond, en poids, à une double ration (un pain de 48 onces (1,5 kg), pour une journée, pour deux matelots).

### Aspects sanitaires
Un régime alimentaire carencé
La ration journalière semble suffisante. Si l'on compte l'apport calorique, la ration donne de 2 900 à 3 560 calories ; le pain comptant pour 62 à 78% du total (hors boisson).
Il est cependant très déséquilibré, carencé. Basé sur un petit nombre d'aliments, excluant par la force des choses tous ceux ne pouvant se conserver longtemps comme les fruits, les légumes frais.
Il est bien prévu des « rafraîchissements », c'est-à-dire des achats de produits frais lors des escales ; encore faut-il que ces escales aient lieu.
Conséquences sanitaires
- Scorbut

C'est une maladie endémique de la marine du temps. Due à une déficience en vitamine C, elle frappe les équipages qui manquent de vivres frais. La médecine du temps l'impute à un déséquilibre des humeurs, à l'humidité constante, à la contagion.
Les matelots de la marine royale sont plus susceptibles d'être victimes du scorbut, à l'inverse de leurs congénères de la marine marchande, bénéficiant d'escales plus fréquentes. Si les Anglais adoptent le jus de citron dès 1795, les Français ne le feront qu'en 1856.
- Les « Fièvres putrides »

Sous ce nom sont regroupées d'autres pathologies, telle la « Fièvre des vaisseaux » derrière laquelle se cache le typhus. Ces pathologies sont soignées à bord en particulier par un régime alimentaire adapté.
Alimentation des malades
Les malades bénéficient d'un régime alimentaire particulier. Si le pain (frais si possible, biscuit sinon) reste la base, d'autres aliments sont offerts. Un exemple de ration journalière de malade est donné par Boudriot :
- déjeuner : 6 onces de pain, 1 œuf (si possible, sinon remplacé par 1 once de beurre), avec un quart de pinte de vin (23 cl) ;
- dîner : de nouveau 6 onces de pain, 8 onces de viande (fraîche si possible, volaille par exemple ; pour les plus malades, bouillon de viande), et encore 23 cl de vin.
- Souper : toujours 6 onces de pain, du riz (ou, par exemple, des pruneaux cuits (4 onces)) et toujours la même quantité de vin.

Selon l'avis médical du temps, le scorbut peut être combattu par l'acidité de certains aliments. C'est la raison pour laquelle les marins, et plus particulièrement les malades, perçoivent de la choucroute et de l'oseille confite.

## Le cas des officiers

### Cadre réglementaire
La règle est de ne pas compter l'état-major du navire dans le nombre des rationnaires. Jusqu'en 1782, il revient au commandant du navire de nourrir son état-major, comme de fournir le matériel nécessaire (de la vaisselle aux bougies, des casseroles aux cafetières). En contrepartie, il perçoit des allocations destinées à compenser ses frais.
En 1782, les officiers doivent désormais se débrouiller eux-mêmes ; ils perçoivent chacun une allocation pour ce faire. En théorie, ils ont désormais le droit de percevoir une ration de matelot, voire une double ration, chaque jour. En pratique, cette fourniture est rachetée par le munitionnaire.
Chaque officier bénéficie d'un domestique, payé et nourri (ration) par le roi. En 1782, la charge est transférée aux officiers eux-mêmes.

### Ce que mange l'encadrement

#### Nourriture fournie
L'encadrement bénéficie de pain frais, cuit chaque jour par le boulanger du bord.
Jusqu'en 1786, chaque officier a droit à deux rations par jour. Une seule après cette date.

#### Nourriture extra-ordinaire
L'encadrement emporte ses propres provisions. Il est difficile d'en donner une liste. Pour donner quelques exemples, on citera : des confits, de la charcuterie, du beurre, des épices, des confitures sèches ou liquides.
Il peut aussi embarquer des animaux vivants (oies, pigeons ; mais aussi : cabris, cochons, vaches, etc.).
En ce qui concerne la boisson, si l'encadrement peut utiliser l'eau douce emportée, il peut aussi embarquer ses propres boissons. En premier lieu, du vin. Le règlement de 1782 limitera la quantité à deux caisses de vin par personne.

#### Cuisine
L'encadrement bénéficie de la moitié de l'espace alloué à la cuisine, à bâbord. Il partage la moitié de l'appareil sur lequel se trouve la chaudière de l'équipage. Il bénéficie aussi du four à pain ainsi que du four à pâtisserie.
Il a aussi à sa disposition des fourneaux-potagers à plusieurs réchauds, dont les pieds sont cloués au sol ; ils sont équipés de tourillons pour compenser une partie des mouvements du navire,. Ils servent à mitonner des potages ou ragoûts et fonctionnent au charbon de bois.

### Comment mange l'encadrement

#### Localisation des repas

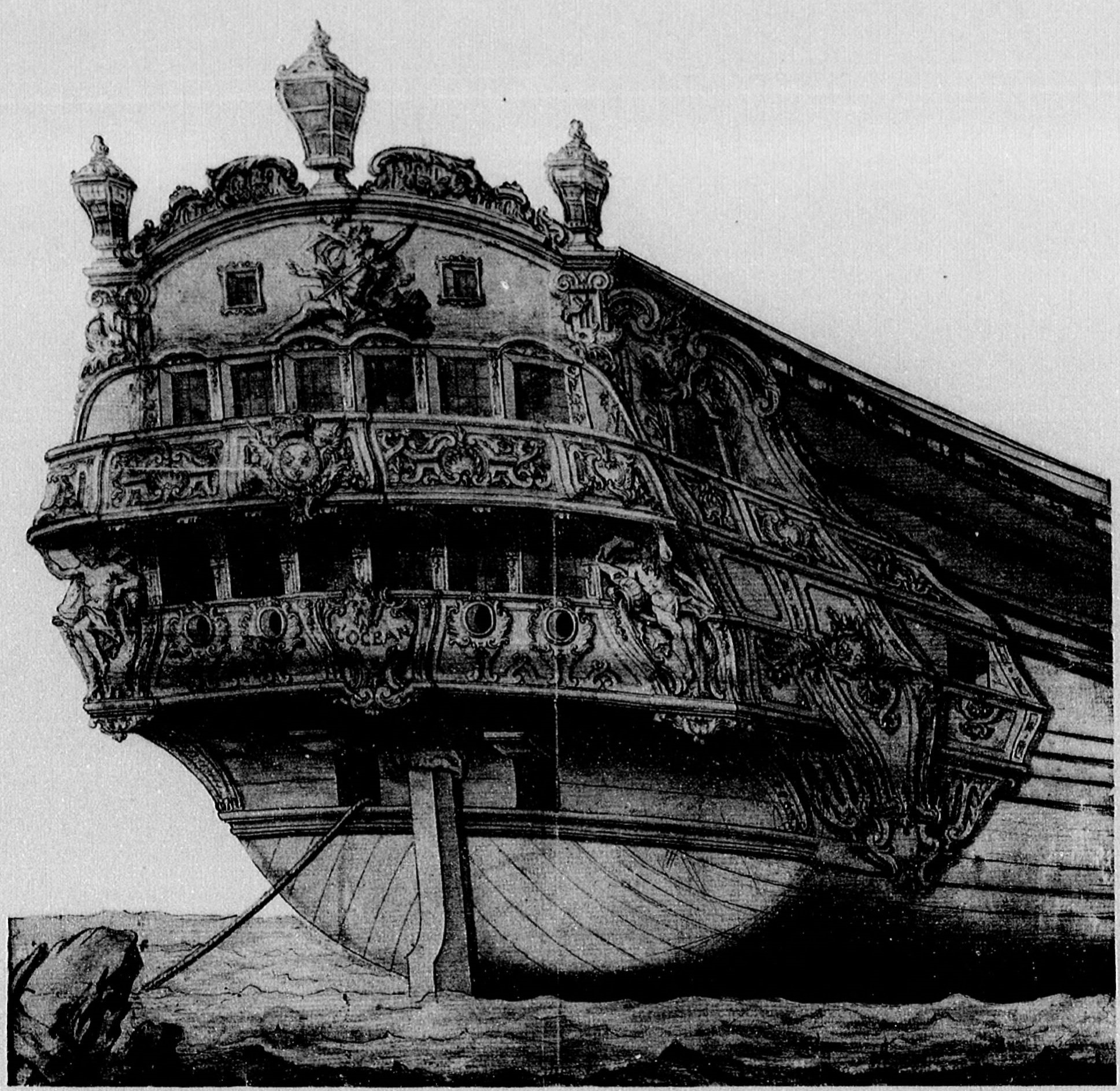
Château arrière du vaisseau l'Océan en 1756-1759. La rangée de fenêtres supérieure montre la chambre du Conseil. Celle en-dessous, la Grand-Chambre.

Il faut dissocier le cas du capitaine, commandant le navire ou amiral, de celui de ses officiers. il faut aussi prendre en compte les cas particuliers (aumônier, chirurgien de bord, etc.).
Le commandant.
Le commandant du navire prend ses repas dans la « chambre du conseil ». C'est-à-dire une pièce à l'arrière du navire, sous la dunette.
Les autres officiers
Ils prennent, eux, leurs repas à l'étage en dessous, dans ce qui est appelé « Grand-chambre » (Wardroom pour les anglais).
Maistrance
Les officiers-mariniers sont comptés au nombre des rationnaires. Ils perçoivent une ration et demi par jour ; ce supplément disparaît cependant, sauf pour le vin, en 1770.
Gardes de la Marine
Les gardes de la Marine perçoivent la double ration. S'ils ne  reçoivent pas les rations, ils peuvent embarquer leurs propres provisions. Ils prennent leurs repas sous la dunette, près du grand cabestan. Ils y sont relativement isolés par des cloisons de toile.
Autres personnes rattachées à l'encadrement
L’aumônier, le chirurgien, sont rattachés à l'état-major avec lequel ils prennent leur repas. Si des passagers sont présents sur le vaisseau, et selon leur qualité, ils peuvent prendre place soit à la table du commandant, soit à celle des officiers.

#### Horaires des repas
S'il n'y a pas d'horaire défini pour le matin (déjeuner), le repas de mi-journée (dîner) est servi à 13 heures ; le repas du soir (souper) est, pour sa part, servi à 21 heures.

#### Déroulement des repas
S'il n'y a pas de précision pour la tenue du déjeuner, le dîner est, lui, un repas à trois services conforme au « service à la française ». Les plats le composant sont tous apportés sur la table ; ils sont tous retirés pour apporter ceux du service suivant. Le souper est un repas à deux services.

## Pour la Marine marchande
Les vaisseaux de la Compagnie des Indes embarquent des vivres très similaires à ceux prévus pour les navires du roi. On retrouve le biscuit, les salaisons de viande (bœuf et lard), les légumes secs. Même similarité pour les boissons, eau et vins, eau-de-vie. L'emport d'animaux vivants, volailles et bétail, est aussi pratiqué.

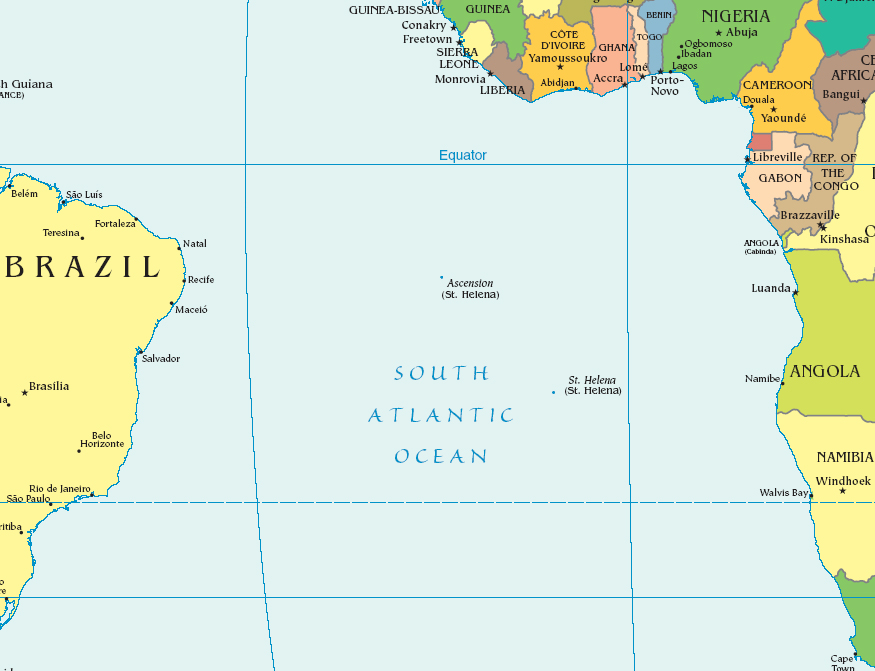
Position de l'île de l'Ascension dans l'Atlantique sud.

Les rations journalières sont très semblables, suffisantes en quantité mais carencées en qualité. La possibilité d'escales plus fréquentes permet au navire de renouveler ses rafraîchissements. Ainsi, l'escale à l'île de l'Ascension est-elle prisée pour les tortues que l'on peut s'y procurer,.
Les installations destinées à la nourriture de l'équipage ont aussi une similarité avec celles décrites sur les vaisseaux du roi. Pour un vaisseau de 1 200 tonneaux de la Compagnie, la cuisine et le four à pain sont sous le gaillard d'avant ; la cale à eau à l'avant. L'absence de faux-pont, et le besoin de dégager une grande cale pour les marchandises, impose le placement de la cale à eau à la proue ; les soutes à biscuits et provisions, comme le parc à moutons, se retrouvent sur le premier pont ; tout à l'arrière pour la première, en avant du grand-mât pour le second.
Toujours similaire est la nourriture des officiers et du commandant. Les passagers paient pour obtenir les rations ou emportent leurs propres provisions.